# AlMasria Universal Airlines
AlMasria Universal Airlines (in arabo: المصرية العالمية للطيران; nota anche come AlMasria Airlines) è una compagnia aerea privata con sede in Egitto. La compagnia opera servizi di linea e charter dall'Egitto. "AlMasria" deriva dalla parola araba che significa "egiziano".

## Storia
I piani per AlMasria Universal Airlines sono stati annunciati nel 2008 e la compagnia aerea ha lanciato le operazioni nel giugno 2009. In un'intervista nell'aprile 2009, il presidente e amministratore delegato della società, Hassan Aziz, ha dichiarato che la compagnia aerea avrebbe avviato le operazioni nel 2009 per approfittare dei prezzi bassi durante la crisi finanziaria globale per sfruttare la domanda di viaggi aerei nel paese arabo più popoloso. Il primo velivolo è arrivato in Egitto nell'aprile 2009 e il secondo nell'agosto 2009, entrambi noleggiati dalla BOC Aviation. L'amministratore delegato della compagnia aerea ha dichiarato che i piani prevedevano l'arrivo di altri 3 A320 durante il primo anno di attività. Un'eventuale flotta di 10 aeromobili era prevista entro il 2014.
Nel dicembre 2009, la compagnia è diventata la prima non-saudita ad operare voli per l'aeroporto di Yanbu in Arabia Saudita. Nel giugno 2010, è accaduto lo stesso con l'aeroporto di Gassim. In precedenza, entrambi gli aeroporti di erano solamente nazionali. Entrambi i voli provenivano dall'aeroporto Internazionale del Cairo. L'azienda offre anche servizi cargo nella stiva della sua flotta passeggeri. La manutenzione è completamente esternalizzata a EgyptAir. L'assistenza a terra avviene attraverso EgyptAir, con servizi passeggeri effettuati da Egypt Aviation Services e catering da una nuova impresa tra EgyptAir e LSG Sky Chefs di Lufthansa.
Nel 2017, la compagnia ha ridotto le operazioni di linea e ha ripreso i servizi charter e le operazioni ACMI nel Nord Africa e nel Medio Oriente.

## Flotta

### Flotta attuale
Ad agosto 2024 la flotta di AlMasria Universal Airlines è così composta:

### Flotta storica

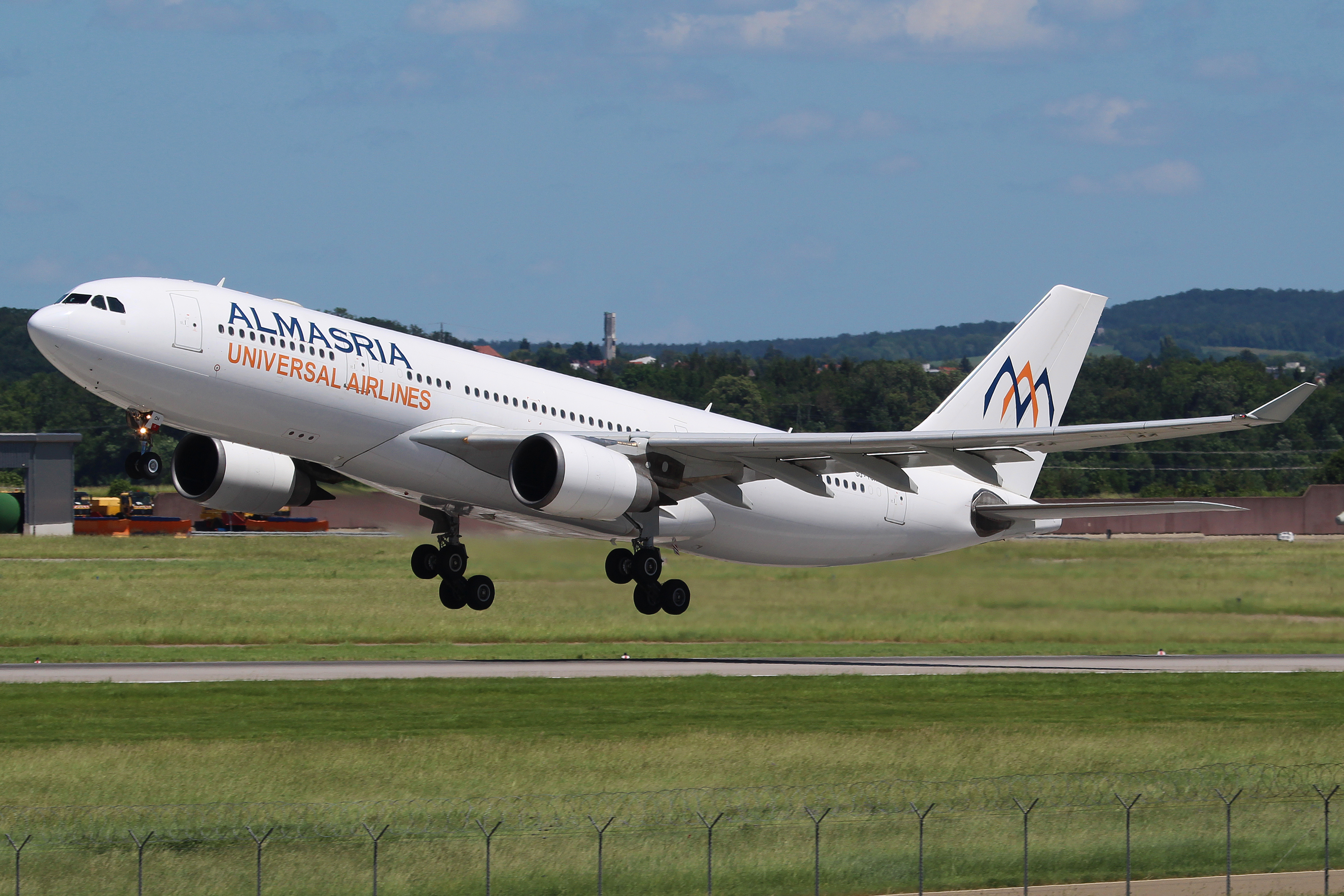
L'Airbus A330.

AlMasria Universal Airlines operava in precedenza con i seguenti aeromobili: